# Empfehlungen für Radverkehrsanlagen
Die Empfehlungen für Radverkehrsanlagen (kurz ERA) sind ein in Deutschland gültiges technisches Regelwerk für die Planung, den Entwurf und den Betrieb von Radverkehrsanlagen. Die ERA werden von der Forschungsgesellschaft für Straßen- und Verkehrswesen in Köln herausgegeben. In einigen Bundesländern ist die Anwendung der ERA 2010 verbindliche Voraussetzung für eine finanzielle Förderung, so in Baden-Württemberg und Nordrhein-Westfalen. Die ERA sind bundesweit nicht eingeführt, wohl aber in Nordrhein-Westfalen, Brandenburg, Sachsen-Anhalt, Berlin und Baden-Württemberg, ebenso inzwischen in Hamburg.  Durch den Verweis in der Allgemeinen Verwaltungsvorschrift zur Straßenverkehrs-Ordnung VwV-StVO auf die ERA wie auch infolge der Rechtsprechung sind die ERA als Stand der Technik anerkannt und in der Regel von Planern und Behörden verbindlich anzuwenden, wenn es um Anlagen für den Radverkehr geht.

## Bedeutung
Die Empfehlungen für Radverkehrsanlagen spiegeln den aktuellen Stand der Technik in Deutschland wider. Sie sind – so das Verwaltungsgericht Göttingen – „ein anerkanntes fachliches Regelwerk, das bei der Entscheidungsfindung […] ergänzend heranzuziehen ist.“ Seit dem 1. September 2009 weist die Verwaltungsvorschrift zur Straßenverkehrsordnung ausdrücklich auf die ERA „in der jeweils gültigen Fassung“ hin. Öffentliche Auftraggeber in Deutschland (Bund, Länder Kreise und Kommunen) verlangen meist zwingend, dieses Regelwerk für die Planung und Bauausführung von Radverkehrsanlagen heranzuziehen. Auch die gutachterliche Beurteilung von Planungen orientiert sich an den ERA. Leider entspricht der Stand der Technik häufig nicht dem Sicherheitsempfinden der Radfahrer, siehe Abschnitt Kritik.

## Inhalt
Die Empfehlungen für Radverkehrsanlagen von 2010 gliedern sich in zwölf Abschnitte. In der Einleitung wird der Geltungsbereich definiert. Abschnitt eins und zwei befassen sich mit dem Radverkehrskonzept und den Entwurfsgrundlagen. Im dritten Abschnitt werden Führungsformen an innerörtlichen Hauptverkehrsstraßen erläutert. Die Darstellung der Radverkehrsführung an Knotenpunkten erfolgt anschließend in Abschnitt vier. Angaben zu Überquerungsanlagen und Radverkehr in Erschließungsstraßen werden in Abschnitt fünf und sechs gemacht. Hinweise, wie der Radverkehr bei Einfahrt in Einbahnstraßen in Gegenrichtung und in Fußgängerbereichen geführt werden kann, werden in Abschnitt sieben und acht gegeben. Abschnitt neun behandelt den Radverkehr an Landstraßen und im nachfolgenden Abschnitt zehn erfolgt eine Darstellung selbstständig geführter Radwege. Im Abschnitt elf wird der Bau und der Betrieb betrachtet und abschließend im zwölften Abschnitt eine Wirkungskontrolle und Qualitätssicherung betrieben.
Im Anhang werden weitere Erläuterungen zu Details gegeben, zum Beispiel zur Auswahl geeigneter Radverkehrsanlagen in Abhängigkeit von Kriterien wie Kfz-Belastung, zur Verfügung stehenden Breiten, der Anzahl von Knotenpunkten, dies mit Hilfe eines Punktesystems.
Zum technischen Regelwerk bezüglich des Radverkehrs gehören als Kern die Empfehlungen für Radverkehrsanlagen; dazu heißt es im Nationalen Radverkehrsplan:

„Unter den genannten Voraussetzungen stellt das technische Regelwerk eine geeignete Grundlage für die Planung sicherer Führungsformen des Radverkehrs dar und gewährleistet eine adäquate Qualität des Radfahrens. Wichtige Grundprinzipien sind dabei:
- Ausreichende und verkehrssichere Dimensionierung der einzelnen Entwurfselemente,
- Sicherstellung des Sichtkontakts zwischen den Verkehrsteilnehmerinnen und Verkehrsteilnehmern,
- kein Ausklammern von Problembereichen,
- Gewährleistung von Sicherheit und Flüssigkeit des Verkehrs im Rahmen des Entwurfs,
- Berücksichtigung der Belange von Fußgängerinnen und Fußgängern,
- Gewährleistung der Einheit von Bau und Betrieb auch bei den Radverkehrsanlagen.“

## Geschichte
Die aktuelle Ausgabe von 2010 ersetzt die Vorgängerversion von 1995 und die Hinweise zur Beschilderung von Radverkehrsanlagen nach der Allgemeinen Verwaltungsvorschrift zur Straßenverkehrs-Ordnung, Ausgabe 1998. Vorgängerausgaben waren die nur sechs Seiten umfassenden Vorläufige[n] Richtlinien über die Anlage von Radfahrwegen. Ausgearbeitet vom Ausschuss „Verkehrsregelung“ der Studiengesellschaft für Automobilstrassenbau (StufA) von 1928. Nach der Umbenennung der StufA in Forschungsgesellschaft für das Straßenwesen (FGS) erschien 1934 erneut eine Publikation unter demselben Titel. Nach dem Krieg veröffentlichte die FGSV erst 1962 eine ergänzte Version der Vorläufigen Richtlinien. 1979 gab es die 9-seitigen Hinweise für die Behandlung des Radverkehrs, die den Radverkehr tendenziell restriktiv behandeln (Beispiel: „Die Zulassung von Radverkehr entgegen der Richtung von Einbahnstraßen kommt in keinem Fall in Frage.“). Erst 1982 erschien die erste Fassung der Empfehlungen für Planung, Entwurf und Betrieb von Radverkehrsanlagen.

## Kritik
Der NDR bezeichnete 2021 die ERA 2010 als veraltet, stellenweise sogar als zusätzlich gefährdend für Radfahrer, da die suggerierte Sicherheit von Schutzstreifen trüge. Der geringe Mindestabstand zwischen längsparkenden Autos am Fahrbahnrand und Schutzstreifen von nur 0,25 m führe zu Dooring-Unfällen, die schwere Verletzungen oder tödliche Folgen nach sich ziehen können. Nach Rechtsprechung müssen Radfahrer mindestens 0,50 m bis zur Breite einer Autotür Abstand von parkenden Autos halten. Ansonsten können sie eine Mitschuld bei einem Unfall tragen. Insofern enthalten Radfahr- und Schutzstreifen im heutigen Bestand häufig Bereiche, deren Befahrung gefährlich und rechtlich problematisch ist.
Dies ist als Kritik an bestehenden Radverkehrsanlagen durchaus berechtigt, trifft aber nicht die Regelungen im Regelwerk. Die ERA 2010 sieht zwingend Sicherheitstrennstreifen von mindestens 0,50 m zwischen parkenden Kfz und dem jeweils rechten Rand eines Schutzstreifens oder Radfahrstreifens vor. Mit der E Klima 2022 ist die Mindestbreite für einen Sicherheitstrennstreifen nach dem Stand der Technik sogar mit 0,75 m anzusetzen. Nach diesem Regelwerk sind auch Schutzstreifen mit 1,25 m Breite bei Neuplanungen nicht mehr zulässig, die Mindestbreite für einen Schutzstreifen ist 1,50 m.